# Bonemerse
Bonemerse (lombardul: Bunemers) település Olaszországban, Lombardia régióban, Cremona megyében. Lakosainak száma 1454 fő (2023. január 1.). Bonemerse Cremona, Malagnino, Pieve d’Olmi és Stagno Lombardo községekkel határos.

## Népesség
A település népességének változása:
| Lakosok száma | 1524 | 1520 | 1528 | 1454 |
|               | 2013 | 2017 | 2018 | 2023 |